# Hoplophorella lemuria
Hoplophorella lemuria är en kvalsterart som beskrevs av Sandór Mahunka 1993. Hoplophorella lemuria ingår i släktet Hoplophorella och familjen Phthiracaridae. Inga underarter finns listade i Catalogue of Life.